# Filip Garbacz
Filip Garbacz (ur. 3 marca 1994 w Zgierzu) – polski aktor.
Za rolę Tomka w filmie Świnki otrzymał nagrodę za debiut aktorski na Festiwalu Polskich Filmów Fabularnych w Gdyni oraz Wyróżnienie Specjalne na Międzynarodowym Festiwalu Filmowym w Karlowych Warach. Jego rola Marcina w filmie Matka Teresa od kotów została uhonorowana Nagrodą za najlepszą rolę męską MFF w Karlowych Warach.

## Filmografia
- 2009: Świnki w roli Tomka
- 2010: Matka Teresa od kotów w roli Marcina, syna Teresy
- 2010: Maraton tańca w roli Michasia
- 2010: Glasgow
- 2010: 1920. Wojna i miłość w roli Leszka Kozłowskiego
- 2011: W ciemności
- 2011−2013: Głęboka woda w roli Rafała Wrzesińskiego, syna Jacka
- 2013: Komisarz Alex w roli Kacpra Bednarskiego (odc. 51)

### Krótki metraż
- 2010: Teddyboy w roli Andrzeja

## Nagrody
- Nagroda na FPFF w Gdyni Najlepszy debiut aktorski: 2009 Świnki